# Trịnh Tuyền
Trịnh Tuyền (tiếng Trung giản thể: 郑璇, bính âm Hán ngữ: Zhèng Xuán, sinh tháng 11 năm 1964, người Hán) là tướng lĩnh Quân Giải phóng Nhân dân Trung Quốc. Ông là Thượng tướng Quân Giải phóng, Chính ủy Chiến khu Bắc Bộ. Ông từng giữ các chức vụ như Phó Chính ủy Chiến khu kiêm Chính ủy Lục quân Chiến khu Bắc Bộ; Phó Chính ủy Chiến khu kiêm Chủ nhiệm Bộ Công tác chính trị Chiến khu Trung Bộ; Chính ủy Tập đoàn quân 13, Quân khu Thành Đô.
Trịnh Tuyền là đảng viên Đảng Cộng sản Trung Quốc, học vị Thạc sĩ Quân sự. Ông có hơn 40 năm tại ngũ, đều công tác về chính trị của quân đội ở các đơn vị như Quân khu Thành Đô, Chiến khu Trung Bộ, Chiến khu Bắc Bộ.

## Xuất thân và giáo dục
Trịnh Tuyền sinh tháng 11 năm 1964 tại huyện Mân Hầu, nay thuộc thủ phủ Phúc Châu, tỉnh Phúc Kiến, Cộng hòa Nhân dân Trung Hoa. Ông lớn lên ở Mân Hầu, từ cuối năm 1976 thì bắt đầu tham gia phong trào thanh niên tiến về nông thôn của Đại Cách mạng văn hóa vô sản giai đoạn cuối. Về sau khi trong quân ngũ, ông được cử đi học ở Đại học Quốc phòng trong các giai đoạn bồi dưỡng cán bộ trung thanh niên chính quy, nhận bằng Thạc sĩ Quân sự.

## Sự nghiệp
Trịnh Tuyền nhập ngũ Quân Giải phóng Nhân dân Trung Quốc, phục vụ cho Quân khu Thành Đô, lần lượt là chính trị viên của tiểu đoàn, trung đoàn rồi Chính ủy Lữ đoàn pháo phòng không của Tập đoàn quân 14. Năm 2008, ông được bổ nhiệm làm Chính ủy sư đoàn của Tập đoàn quân 14. Sau đó 4 năm, ông được điều tới Tập đoàn quân 13 của Quân khu Thành Đô – nay là Tập đoàn quân 77, nhậm chức Phó Chính ủy, đồng thời được thăng quân hàm Thiếu tướng Lục quân. Sang năm 2013, ông được thăng chức Chính ủy Tập đoàn quân 13, thăng hàm chính quân, kế nhiệm Thiếu tướng Điêu Quốc Tân được điều chuyển làm Chính ủy Quân khu Tây Tạng.
Tháng 1 năm 2017, sau khi hệ thống quân sự được cải tổ, Trịnh Tuyền được điều tới Chiến khu Trung Bộ, bổ nhiệm làm Phó Chính ủy Chiến khu Trung Bộ kiêm Chủ nhiệm Bộ Công tác chính trị Chiến khu này, rồi được thăng quân hàm Trung tướng vào tháng 6 năm 2019. Tháng 12 năm 2020, ông được điều chuyển làm Phó Chính ủy Chiến khu kiêm Chính ủy Lục quân Chiến khu Bắc Bộ, thay thế Trung tướng Thạch Hiểu nghỉ hưu tuổi 63. Tháng 6 năm 2023, ông được bổ nhiệm làm Chính ủy Chiến khu Bắc Bộ, thăng quân hàm Thượng tướng.
Trong sự nghiệp của mình, Trịnh Tuyền đã thực hiện nhiều nhiệm vụ về cứu trợ, cứu nạn động đất và cứu trợ thiên tai. Ngày 20 tháng 5 năm 2008, Động đất Tứ Xuyên xảy ra ở Vấn Xuyên, Ngawa, tỉnh Tứ Xuyên, ông được giao nhiệm vụ chỉ huy Lữ đoàn pháo phòng không Quân khu Thành Đô tới khu vực miền núi phía Bắc thành phố Giang Du để cứu trợ động đất, đồng thời báo cáo tình hình với Ủy viên Quốc vụ kiêm Bộ trưởng Bộ Quốc phòng Lương Quang Liệt, người đã đến thành phố Giang Du để thị sát tình hình thiên tai. Vào ngày 10 tháng 3 năm 2011, Động đất Vân Nam xảy ra ở huyện Doanh Giang, Trịnh Tuyền tiếp tục chỉ huy một sư đoàn đến thôn Lạp Mẫn, trấn Bình Nguyên để cứu trợ, cứu nạn. Vào ngày 20 tháng 4 năm 2013, Động đất Lô Sơn xảy ra tại huyện Lô Sơn, địa cấp thị Nhã An, tỉnh Tứ Xuyên, Trịnh Tuyền chỉ huy Tập đoàn quân 13 đến khu vực xảy ra thảm họa để cứu trợ, cứu nạn.

## Lịch sử thụ phong quân hàm
| Quân hàm |             |             |              |  |  |  |  |  |  |  |  |
| Cấp bậc  | Thiếu tướng | Trung tướng | Thượng tướng |  |  |  |  |  |  |  |  |
|          |             |             |              |  |  |  |  |  |  |  |  |